# Hassler Whitney
Hassler Whitney (Nova Iorque, 23 de março de 1907 — Princeton, 10 de maio de 1989) foi um matemático estadunidense.